# Dionigi Coppo
Dionigi Coppo (ur. 15 grudnia 1921 w Brescii, zm. 4 sierpnia 2003 w Rzymie) – włoski polityk i związkowiec, deputowany krajowy i europejski, w latach 1972–1974 minister w różnych resortach.

## Życiorys
Wieloletni działacz związków zawodowych, po wojnie uczestniczył w utworzeniu Włoskiej Powszechnej Konfederacji Pracy. Po rozłamie w 1950 przeszedł do Włoskiej Konfederacji Pracowniczych Związków Zawodowych, od 1959 do 1969 pozostawał jej sekretarzem generalnym. Pełnił funkcję doradcy w kierownictwie Międzynarodowej Organizacji Pracy. W późniejszych latach zasiadał w zarządach przedsiębiorstw, został wiceprezesem INAM, publicznego instytutu ubezpieczeń zdrowotnych.
Zaangażował się w działalność polityczną w ramach Chrześcijańskiej Demokracji. Od 1963 do 1979 zasiadał Senacie IV, V, VI i VII kadencji. Od 1969 do 1977 oddelegowany także do Parlamentu Europejskiego, wchodził w skład Rady Narodowej ds. Ekonomii i Pracy. Zajmował stanowisko podsekretarza stanu w resorcie spraw zagranicznych (sierpień 1969 – luty 1970), następnie ministra pracy i polityki społecznej (lipiec 1972– lipiec 1973), ministra bez teki ds. podmiotów nadzorowanych przez radę ministrów (lipiec 1973 – marzec 1974) oraz ministra marynarki handlowej (marzec – listopad 1974).